# Giuliano Gemma

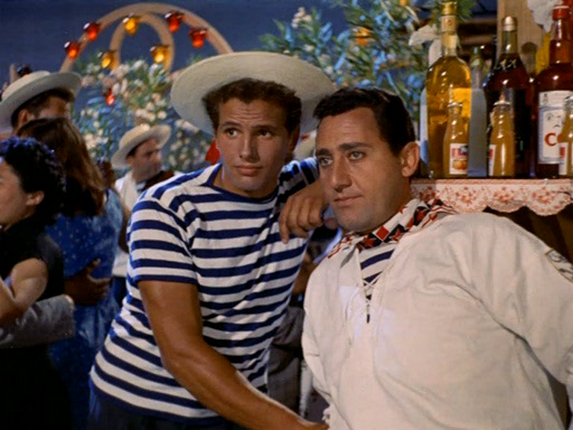
Giuliano Gemma și Alberto Sordi în Veneția, luna și tu (1967)

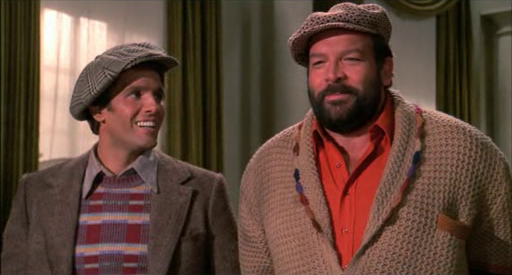
Giuliano Gemma și Bud Spencer în Gangsteri de ocazie (1973)

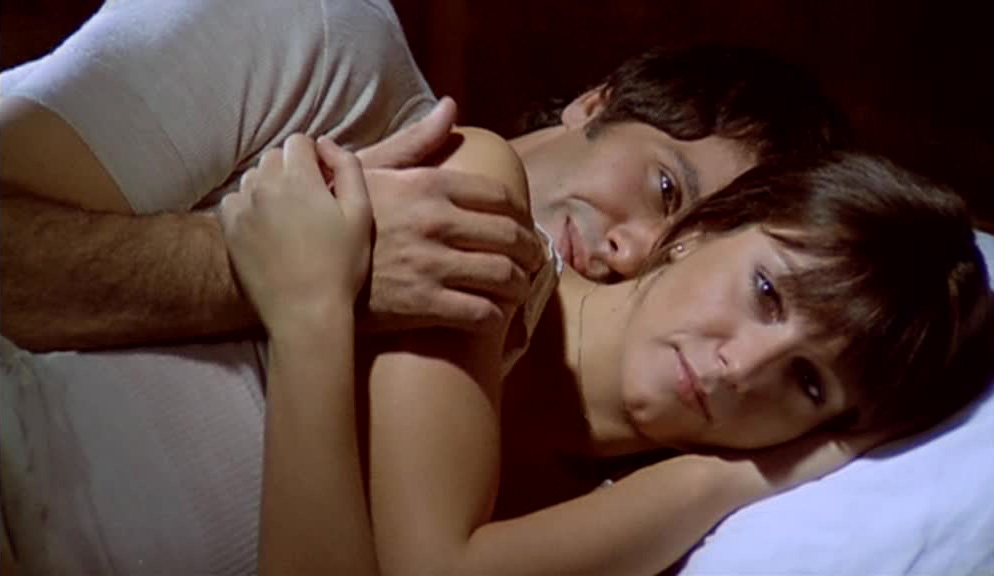
Giuliano Gemma și Stefania Sandrelli în Delict din dragoste (1974)

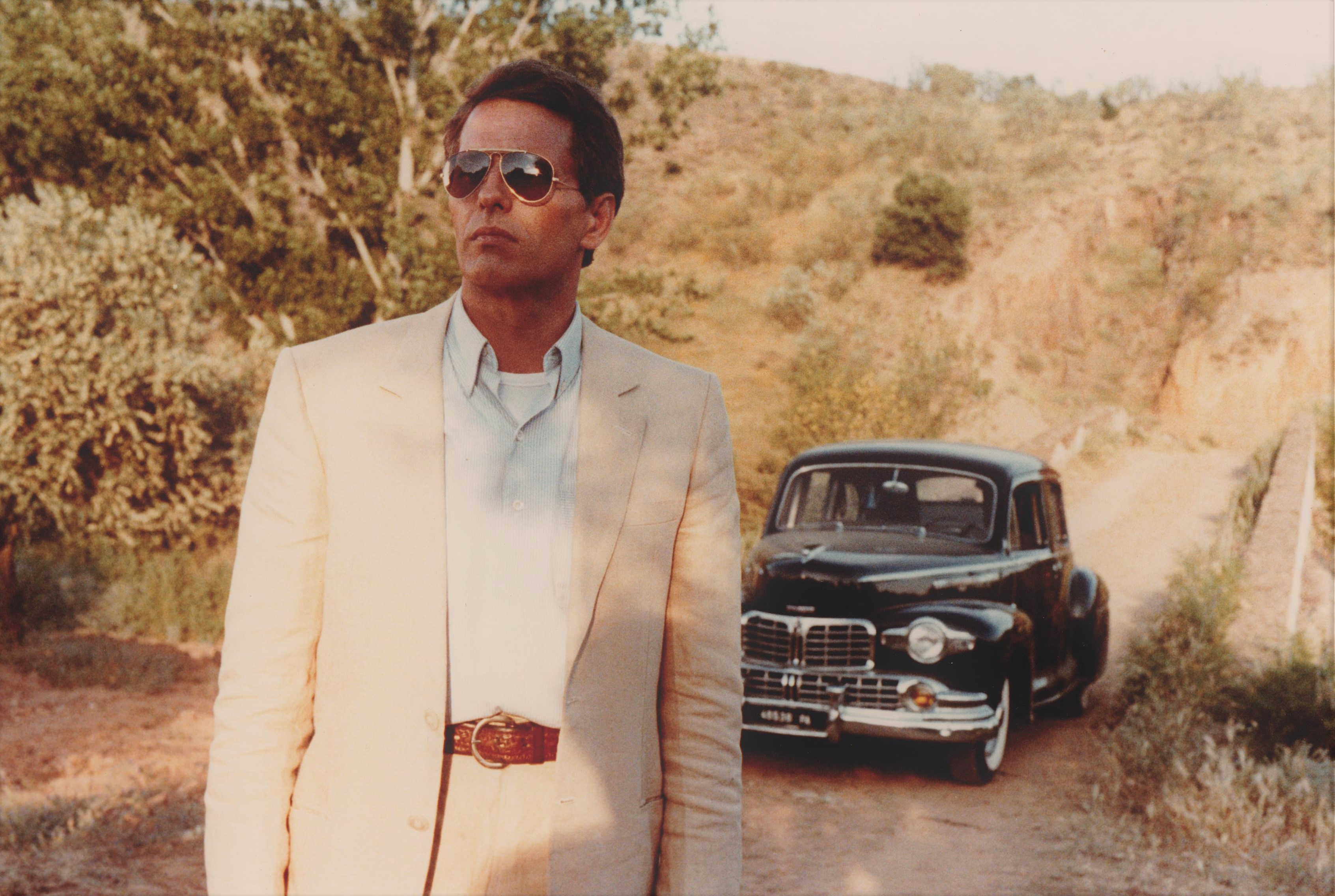
Giuliano Gemma în Le cercle des passions (1983)

Giuliano Gemma   (n. 2 septembrie 1938, Roma, Regatul Italiei – d. 1 octombrie 2013, Civitavecchia, Lazio, Italia)  a fost un actor italian. Printre cele mai cunoscute filme ale sale se numără Ghepardul (1963), Angelica, marchiza îngerilor (1964), Adio Gringo (1965), Deșertul tătarilor (1976).

## Filmografie selectivă
- 1958 Veneția, luna și tu (Venezia, la luna e tu), regia Dino Risi
- 1958 Il nemico di mia moglie, regia Gianni Puccini
- 1959 Arrangiatevi, regia Mauro Bolognini
- 1959 Ben-Hur, regia di William Wyler (1959) (nemenționat)

- 1960 I cosacchi, regia Giorgio Rivalta
- 1960 Messalina Venere imperatrice, regia Vittorio Cottafavi
- 1961 Io amo, tu ami..., regia Alessandro Blasetti
- 1961 Il pianeta degli uomini spenti, regia Antonio Margheriti
- 1962 Boccaccio '70, regia Vittorio De Sica, Federico Fellini, Mario Monicelli, Luchino Visconti
- 1962 Arrivano i titani, regia Duccio Tessari
- 1963 Il giorno più corto, regia Sergio Corbucci
- 1963 Ghepardul (Il Gattopardo), regia Luchino Visconti
- 1963 Maciste l'eroe più grande del mondo, regia Michele Lupo
- 1963 Șeherazada (Shéhérazade), regia Pierre Gaspard-Huit
- 1964 I due gladiatori, regia Mario Caiano
- 1964 Ercole contro i figli del sole, regia Osvaldo Civirani
- 1964 La rivolta dei pretoriani, regia Alfonso Brescia (1964)
- 1964 Angelica, marchiza îngerilor (Angélique, marquise des anges), regia Bernard Borderie
- 1965 Minunata Angelica (Merveilleuse Angélique), regia Bernard Borderie
- 1965 Erik il vichingo, regia Mario Caiano
- 1965 Una pistola per Ringo, regia Duccio Tessari
- 1965 Un dolar găurit (Un dollaro bucato), regia Giorgio Ferroni
- 1965 La ragazzola, regia Giuseppe Orlandini
- 1965 Adio Gringo (Adiós gringo), regia Giorgio Stegani
- 1965 Întoarcerea lui Ringo (Il ritorno di Ringo), regia Duccio Tessari
- 1966 Kiss Kiss... Bang Bang, regia Duccio Tessari
- 1966 Arizona Colt, regia Michele Lupo
- 1966 Pentru încă puțini dolari (Per pochi dollari ancora), regia Giorgio Ferroni
- 1967 I lunghi giorni della vendetta, regia Florestano Vancini
- 1967 Wanted, regia Giorgio Ferroni
- 1967 I giorni dell'ira, regia Tonino Valerii
- 1968 ...e per tetto un cielo di stelle, regia Giulio Petroni
- 1968 I bastardi, regia Duccio Tessari
- 1969 Violenza al sole - Una estate in quattro, regia Florestano Vancini
- 1969 Vivi o preferibilmente morti, regia Duccio Tessari
- 1969 Prețul puterii (Il prezzo del potere), regia Tonino Valerii

- 1970 Corbari, regia Valentino Orsini
- 1970 Quando le donne avevano la coda, regia di Pasquale Festa Campanile (1970)
- 1971 L'arciere di fuoco, regia Giorgio Ferroni
- 1971 L'amante dell'Orsa Maggiore, regia Valentino Orsini
- 1972 Amico, stammi lontano almeno un palmo..., regia Michele Lupo
- 1972 Il maschio ruspante, regia Antonio Racioppi
- 1972 Un uomo da rispettare, regia Michele Lupo
- 1973 Gangsteri de ocazie (Anche gli angeli mangiano fagioli), regia E.B. Clucher
- 1973 Troppo rischio per un uomo solo, regia Luciano Ercoli
- 1974 Delict din dragoste (Delitto d'amore), regia Luigi Comencini
- 1974 Anche gli angeli tirano di destro, regia E.B. Clucher
- 1975 Cel alb, cel galben, cel negru (Il bianco, il giallo, il nero), regia Sergio Corbucci
- 1975 Africa Express, regia Michele Lupo
- 1976 Safari Express, regia Duccio Tessari
- 1976 Deșertul tătarilor (Il deserto dei tartari), regia Valerio Zurlini
- 1977 California, regia Michele Lupo
- 1977 Prefectul de fier (Il prefetto di ferro), regia Pasquale Squitieri
- 1978 Il grande attacco, regia Umberto Lenzi
- 1978 Șaua de argint (Sella d'argento), regia Lucio Fulci
- 1978 Corleone, regia  Pasquale Squitieri
- 1978 Circuit închis (Circuito chiuso), regia Giuliano Montaldo
- 1979 Un om în genunchi (Un uomo in ginocchio), regia Damiano Damiani

- 1980 Avertismentul (L'avvertimento), regia Damiano Damiani
- 1980 Confuzia (La baraonda), regia di Florestano Vancini
- 1980 Commando d'assalto, regia Raoul Coutard
- 1981 Ciao nemico, regia E.B. Clucher
- 1982 Tenebre, regia Dario Argento
- 1983 Senza un attimo di respiro, regia José María Sánchez Álvaro
- 1983 Le cercle des passions, regia Claude d'Anna
- 1984 Claretta, regia Pasquale Squitieri
- 1985 Tex e il signore degli abissi, regia Duccio Tessari
- 1986 Speriamo che sia femmina, regia Mario Monicelli
- 1987 Il padre americano, regia Philippe Charigot
- 1988 Qualcuno pagherà, regia Sergio Martino
- 1988 L'agguato, regia Gerardo Herrero
- 1988 Il morso del ragno, regia Claude d'Anna

- 1991 Ya no hay hombres, regia Alberto Fischerman
- 1991 Firenze no kaze ni dakarete, regia Seiji Izumi
- 1996 Un bel di vedremo, regia Tonino Valerii

- 1999 Un uomo perbene, regia Maurizio Zaccaro
- 2000 La donna del delitto, regia Corrado Colombo
- 2001 Giovanna la pazza, regia Vicente Aranda
- 2012 To Rome with Love, regia Woody Allen

## Premii
- 1977: David di Donatello special pentru Deșertul tătarilor
- 1979: Grolla d'oro pentru Un uomo in ginocchio și Corleone
- 1983: Premio Vittorio De Sica
- 2008: Nastro d'argento pentru întreaga carieră
- 2008: Globul de Aur pentru întreaga carieră
- 2008: Premio Vittorio De Sica